# 宋漢淩
宋漢淩，河南省汝寧府新蔡縣人，清朝政治人物。進士出身。
光緒二年（1876年），參加丙子恩科會試，得貢士第185名。殿試登進士2甲第130名。同年五月（6月3日），著分六部學習。